# Ситцевая золотая рыбка
Ситцевая золотая рыбка или «ситцевый карась» (от нидерл. sits; первоисточник санскр. ситрас  — пёстрый) — одна из цветовых вариаций искусственно культивированных декоративных пород аквариумной «золотой рыбки» (лат. Carassius gibelio forma auratus (Bloch, 1782)).

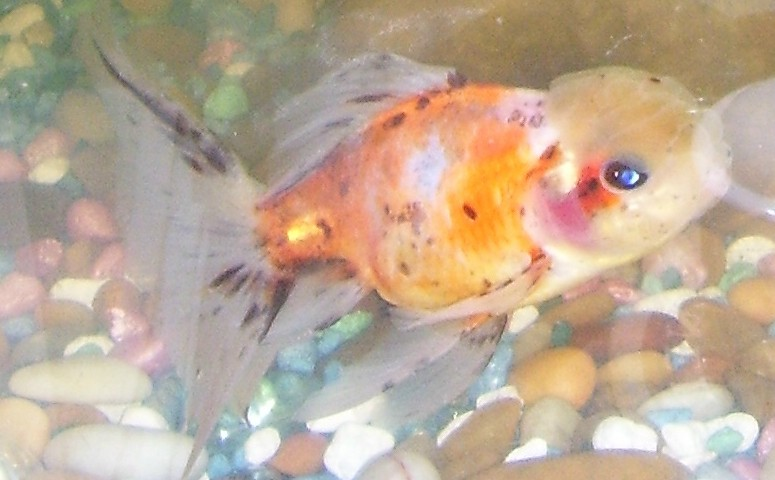
Ситцевая оранда
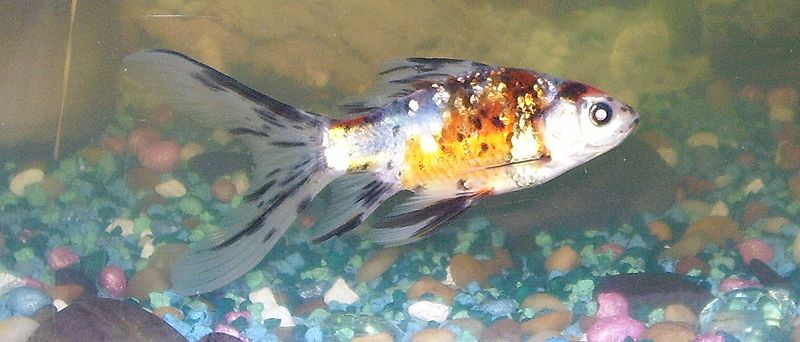
Ситцевый шубункин
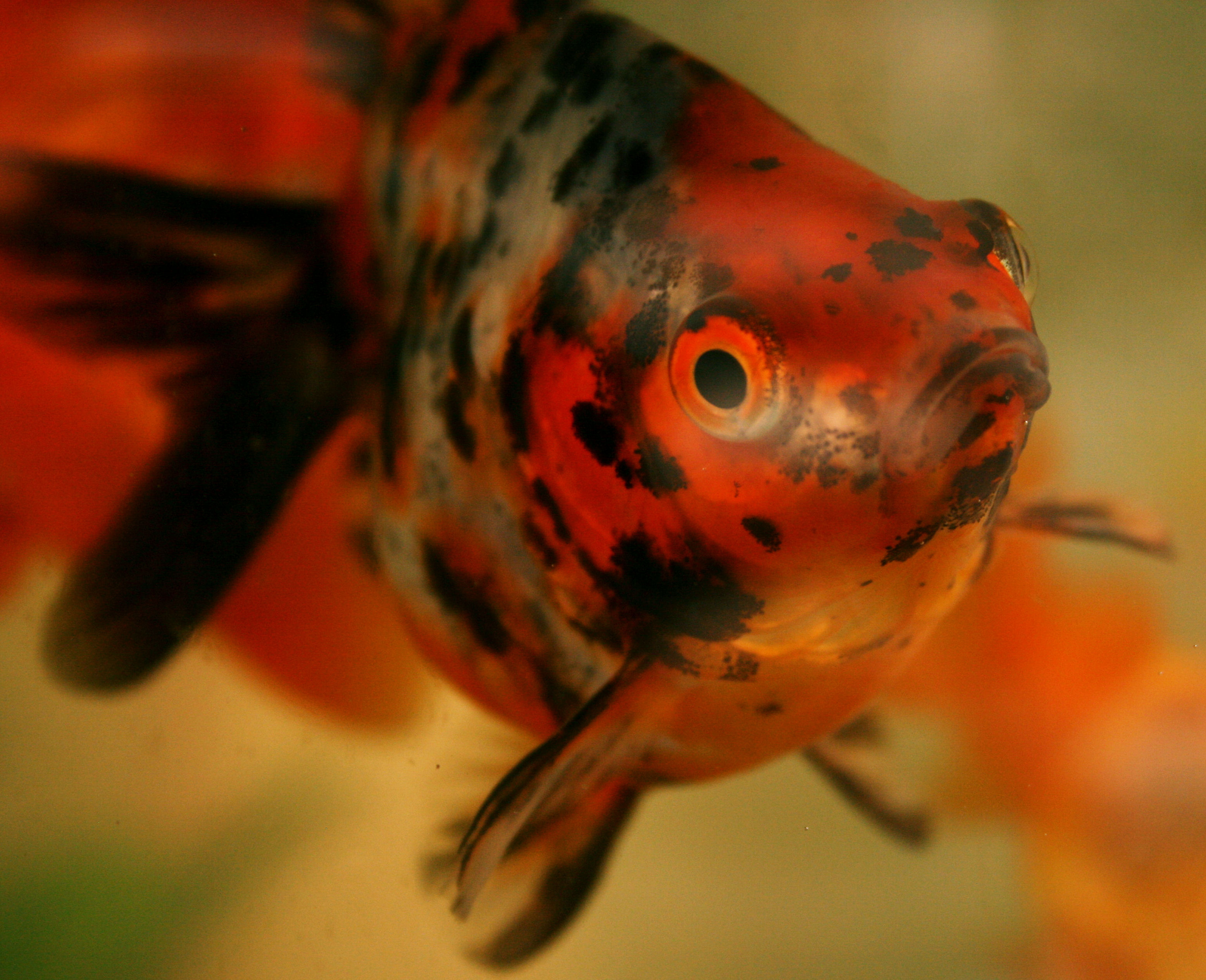
Ситцевый рюкин

## Описание
Ситцевые золотые рыбки могут иметь красные, желтые, коричневые, серые, чёрные, голубые и сиреневые пятнышки, располагающиеся обычно в беспорядке на более светлом фоне. Лучшие экземпляры имеют на плавниках, кроме черных, также красные пятнышки. Редки экземпляры с голубой окраской, чем она ярче и чем большие участки тела она занимает, тем больше ценится рыбка.